# Saint-Martin-du-Mont (Ain)
Saint-Martin-du-Mont és un municipi francès situat al departament de l'Ain i a la regió d'Alvèrnia-Roine-Alps. L'any 2007 tenia 1.535 habitants.

## Demografia

### Població
El 2007 la població de fet de Saint-Martin-du-Mont era de 1.535 persones. Hi havia 614 famílies de les quals 142 eren unipersonals (75 homes vivint sols i 67 dones vivint soles), 224 parelles sense fills, 224 parelles amb fills i 24 famílies monoparentals amb fills.
La població ha evolucionat segons el següent gràfic:
Habitants censats

### Habitatges
El 2007 hi havia 760 habitatges, 626 eren l'habitatge principal de la família, 76 eren segones residències i 59 estaven desocupats. 692 eren cases i 63 eren apartaments. Dels 626 habitatges principals, 525 estaven ocupats pels seus propietaris, 91 estaven llogats i ocupats pels llogaters i 10 estaven cedits a títol gratuït; 4 tenien una cambra, 25 en tenien dues, 62 en tenien tres, 156 en tenien quatre i 380 en tenien cinc o més. 558 habitatges disposaven pel capbaix d'una plaça de pàrquing. A 208 habitatges hi havia un automòbil i a 375 n'hi havia dos o més.

### Piràmide de població
La piràmide de població per edats i sexe el 2009 era:
| Homes | Edats   | Dones |
| ----- | ------- | ----- |
| 0     | 95 o +  | 0     |
| 0     | 90 a 94 | 4     |
| 8     | 85 a 89 | 16    |
| 8     | 80 a 84 | 4     |
| 32    | 75 a 79 | 12    |
| 32    | 70 a 74 | 56    |
| 28    | 65 a 69 | 28    |
| 24    | 60 a 64 | 36    |
| 48    | 55 a 59 | 20    |
| 64    | 50 a 54 | 64    |
| 48    | 45 a 49 | 60    |
| 56    | 40 a 44 | 28    |
| 48    | 35 a 39 | 52    |
| 48    | 30 a 34 | 72    |
| 36    | 25 a 29 | 28    |
| 25    | 20 a 24 | 24    |
| 28    | 15 a 19 | 44    |
| 40    | 10 a 14 | 24    |
| 44    | 5 a 9   | 44    |
| 48    | 0 a 4   | 16    |

## Economia
El 2007 la població en edat de treballar era de 977 persones, 760 eren actives i 217 eren inactives. De les 760 persones actives 732 estaven ocupades (388 homes i 344 dones) i 28 estaven aturades (11 homes i 17 dones). De les 217 persones inactives 100 estaven jubilades, 73 estaven estudiant i 44 estaven classificades com a «altres inactius».

### Ingressos
El 2009 a Saint-Martin-du-Mont hi havia 652 unitats fiscals que integraven 1.638 persones, la mediana anual d'ingressos fiscals per persona era de 20.275 €.

### Activitats econòmiques
Dels 66 establiments que hi havia el 2007, 1 era d'una empresa alimentària, 3 d'empreses de fabricació de material elèctric, 1 d'una empresa de fabricació d'elements pel transport, 6 d'empreses de fabricació d'altres productes industrials, 12 d'empreses de construcció, 14 d'empreses de comerç i reparació d'automòbils, 2 d'empreses de transport, 2 d'empreses d'hostatgeria i restauració, 2 d'empreses d'informació i comunicació, 2 d'empreses financeres, 3 d'empreses immobiliàries, 13 d'empreses de serveis, 2 d'entitats de l'administració pública i 3 d'empreses classificades com a «altres activitats de serveis».
Dels 16 establiments de servei als particulars que hi havia el 2009, 2 eren tallers de reparació d'automòbils i de material agrícola, 1 paleta, 1 fusteria, 6 lampisteries, 1 electricista, 1 perruqueria, 2 restaurants i 2 agències immobiliàries.
Dels 2 establiments comercials que hi havia el 2009, 1 era una botiga de més de 120 m² i 1 una botiga de material de revestiment de parets i terra.
L'any 2000 a Saint-Martin-du-Mont hi havia 51 explotacions agrícoles que ocupaven un total de 1.650 hectàrees.

## Equipaments sanitaris i escolars
El 2009 hi havia una escola elemental.

## Poblacions més properes
El següent diagrama mostra les poblacions més properes.